# Liste der Wassertürme im Saarland
Die Liste der Wassertürme im Saarland zählt die der Wasserversorgung dienenden Türme im deutschen Bundesland Saarland auf. Es sind sowohl in Betrieb befindliche als auch stillgelegte Türme enthalten.
Anmerkungen: Die Tabellenspalten sind sortierbar, dazu dienen die Symbole bei den Spaltenüberschriften. In der Ausgangsansicht sind die Wassertürme nach Name des Ortes (aufsteigend) sortiert.
| Bild | Bauwerk                                                       | Standort              | Baujahr                              | Gesamthöhe | Behältervolumen in Kubikmetern | Bemerkungen |
| ---- | ------------------------------------------------------------- | --------------------- | ------------------------------------ | ---------- | ------------------------------ | --- |
|      | Hindenburgturm                                                | Bexbach Lage          | 1931–1933                            |            | 200                            | Aussichtsturm und Grubenmuseum; Außenskelett des Turmes aus acht, der Innenschacht aus vier Betonsäulen, die Wände sind mit Bimsbeton-Hohlsteinen ausgefacht. |
|      | Wasserturm Dillingen                                          | Dillingen/Saar Lage   | 1975/76                              | 50 m       | 600                            | |
|      | Östlicher Kamin der Zentralkokerei Saar                       | Dillingen/Saar Lage   |                                      | 150 m      |                                | Schornsteinbehälter |
|      | Schornsteinbehälter der Sinteranlage des Stahlwerks Dillingen | Dillingen/Saar Lage   |                                      | 115 m      |                                | Schornsteinbehälter |
|      | Wasserturm Grube Warndt                                       | Großrosseln Lage      | 1962                                 |            | 1000                           | 2015 abgerissen |
|      | Wasserturm Dorf im Warndt                                     | Großrosseln Lage      | 1977                                 |            | 350                            | |
|      | Wasserturm Grube St. Charles                                  | Großrosseln Lage      |                                      |            |                                | |
|      | Wasserturm Heusweiler-Holz                                    | Heusweiler Lage       | 1972                                 | 60 m       | 750                            | |
|      | Wasserturm am Bahnhof                                         | Merzig Lage           |                                      |            |                                | |
|      | Wasserturm des Neunkircher Eisenwerks                         | Neunkirchen/Saar Lage | 1936                                 |            | 2.150                          | heute Kino im Alten Hüttenareal Neunkirchen |
|      | Wasserturm Nennig                                             | Perl-Nennig Lage      | letztes Viertel des 19. Jahrhunderts |            |                                | denkmalgeschützt |
|      | Wasserhochbehälter Göttelborn                                 | Quierschied Lage      | 1908                                 | 15 m       | 1200                           | |
|      | Wasserturm Scheidterberg                                      | Saarbrücken Lage      | 1929/30                              | 28,2       | 80                             | |
|      | Wasserturm Hauptbahnhof                                       | Saarbrücken Lage      |                                      |            |                                | |
|      | Hochbehälter Steinacker                                       | Saarbrücken Lage      |                                      |            |                                | |
|      | Alter Wasserturm Gersweiler                                   | Saarbrücken Lage      | 1920                                 | 19 m       | 200                            | |
|      | Wasserturm Gersweiler                                         | Saarbrücken Lage      | 1964                                 | 33,3 m     | 200                            | |
|      | Wasserturm auf dem Hauptfriedhof                              | Saarbrücken Lage      |                                      |            |                                | |
|      | Wasserturm der ehemaligen Dynamitfabrik                       | Saarwellingen Lage    | um 1930                              |            |                                | als Einzeldenkmal geschützt |
|      | Wasserturm des Bergwerks Saar                                 | Schwalbach Lage       | 1900                                 |            | 250                            | denkmalgeschützt im Ensemble Ney-Schacht |
|      | Wasserturm                                                    | Sulzbach/Saar Lage    | 1899                                 |            |                                | |
|      | Wasserturm Neuweiler                                          | Sulzbach/Saar Lage    |                                      | 38 m       | 500                            | |
|      | Wasserturm Sulzbach                                           | Sulzbach/Saar Lage    |                                      | 38 m       | 500                            | |
|      | Wasserhochbehälter Völklinger Hütte                           | Völklingen Lage       | 1918                                 | 37 m       | 3000                           | denkmalgeschützt im Ensemble Völklinger Hütte; Weltkulturerbe                                                                                                 |
|      | Wasserturm Bahnhof Fürstenhausen                              | Völklingen Lage       | 1907                                 |            |                                | |
|      | Wasserturm Lauterbach                                         | Völklingen Lage       | 1995                                 |            | 374                            | |
|      | Wasserturm                                                    | Völklingen Lage       | 1918                                 |            |                                | |
|      | Wasserturm an der Wasseraufbereitungsanlage Wehrden           | Völklingen Lage       |                                      |            |                                | |